# Ræson
 Der er for få eller ingen kildehenvisninger i denne artikel, hvilket er et problem. Du kan hjælpe ved at angive troværdige kilder til de påstande, som fremføres i artiklen.

Ræson (egen skrivemåde: RÆSON) er et dansksproget magasin om dansk og (primært) international politik, der blev lanceret af Clement Kjersgaard den 28. oktober 2002 på internettet, hvor det siden har bragt over 600 artikler. Magasinet, der er politisk uafhængigt og baseret på et bidragyderpanel med eksperter, kommentatorer og politikere fra alle fløje, har desuden produceret radio, avisartikler (til bl.a. Politiken, Berlingske og Dagbladet Information), udgivet bøger, afholdt konferencer og kurser og oprettet et foredragsforum i samarbejde med Djøf. Magasinet er non-profit: alle indtægter geninvesteres i magasinets drift.[kilde mangler]

## Historie
2002: Magasinet blev lanceret 28. oktober 2002 som et netmagasin på raeson.dk. Bag projektet stod Clement Kjersgaard og Henrik Østergaard Breitenbauch, der havde samlet et panel af bidragydere som talte politikere, eksperter og kommentatorer.
I januar 2007 udkom Ræson for første gang som et trykt halvårsmagasin på mere end 300 sider. Første udgave kaldtes RÆSON1. Siden da er magasinet udkommet halvårligt.
I november 2008 blev magasinet Ræson tildelt Columbus-prisen for magasinets "høje faglige standard", den "kvalitetsbevidste research" og dets grafiske layout.[kilde mangler]
I september 2009 påbegyndte Ræson udgivelse af et gratis ugentligt webmagasin med analyser af aktuelle begivenheder.
I juli 2010 afholdt Ræson sit første højskolekursus i samarbejde med Testrup Højskole.
I marts 2013 udgav Ræson første nummer af deres nye kvartalsmagasin KOMPAKT.

## Udgivelser
- "USA-Europa – fjender i fællesskab?" red. Clement Behrendt Kjersgaard (2003).

- "Bushs Amerika" af Peter Kurrild-Klitgaard, Niels Bjerre-Poulsen, Jørgen Dragsdahl og David Gress med forord af Uffe Ellemann-Jensen og Svend Auken (2005).

- "Velkommen til Opbruddet", red. Eske Vinther-Jensen, Nikolaj Vitting Hermann, Clement Behrendt Kjersgaard (2009).

- "Helle eller Løkke?", red. Clement Behrendt Kjersgaard (2010).

- Magasiner: RÆSON1-RÆSON30.

## Chefredaktion
Ansvarshavende chefredaktør er siden december 2021 Niels Koch-Rasmussen. Nyhedsmagasinet udgives af Clement Kjersgaard.[kilde mangler]